# Pedrosillo el Ralo
Pedrosillo el Ralo település Spanyolországban, Salamanca tartományban. Pedrosillo el Ralo La Vellés, Villaverde de Guareña, Gomecello és Castellanos de Moriscos községekkel határos. Lakosainak száma 135 fő (2024).

## Népesség
A település népessége az elmúlt években az alábbi módon változott:
| Lakosok száma | 148  | 129  | 131  | 137  | 136  | 153  | 128  | 124  | 127  | 135  |
|               | 2001 | 2004 | 2007 | 2009 | 2012 | 2014 | 2017 | 2019 | 2022 | 2024 |